# Olhai os lírios do campo

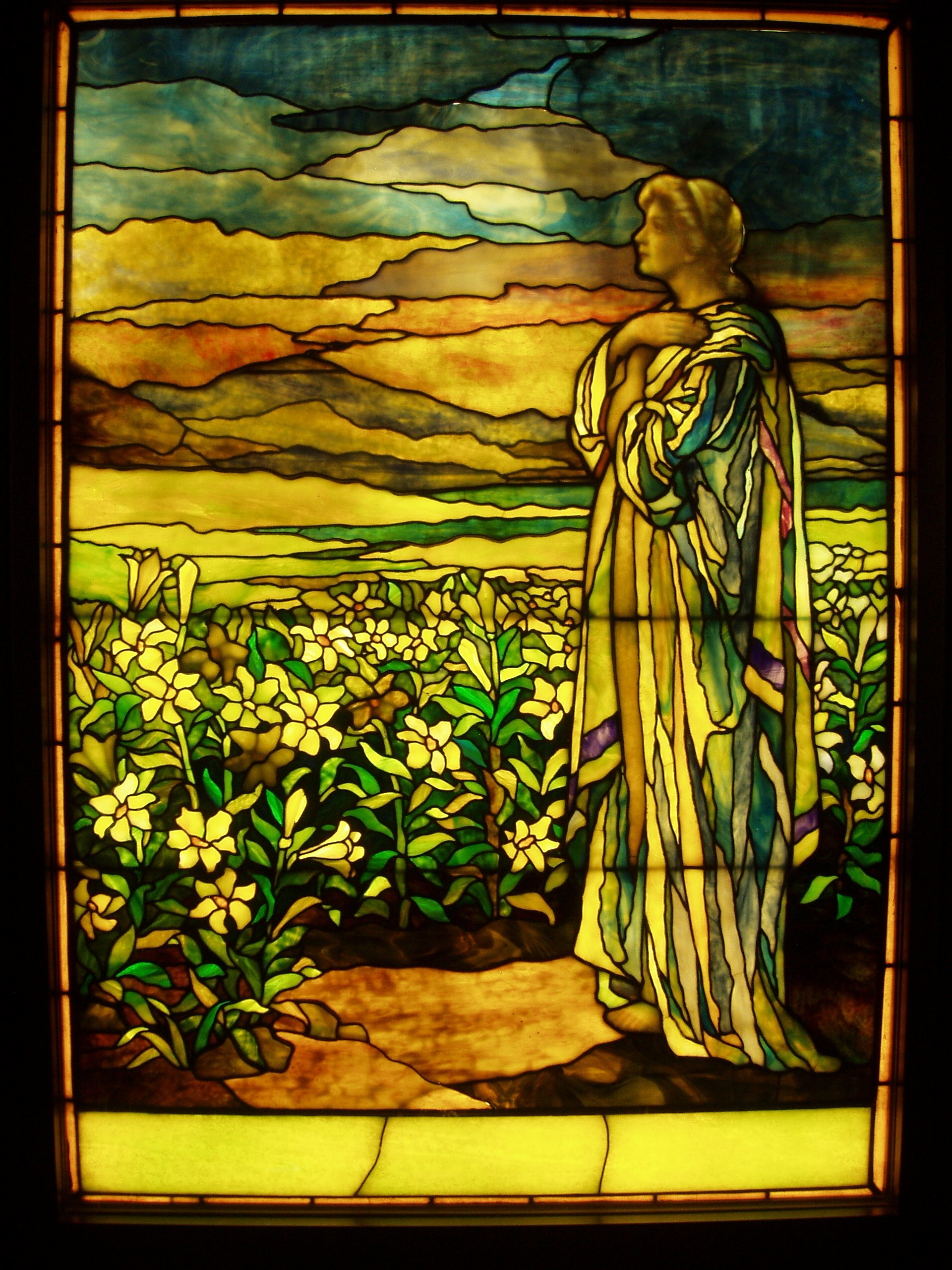
Campo de lírios.
Ca. 1910. Pelos Tiffany Studios, atualmente no Richard H. Driehaus Gallery of Stained Glass, em Chicago.

Olhai os lírios no campo (ou Olhai os pássaros no céu) é um discurso proferido por Jesus durante o Sermão da Montanha e relatado nos evangelhos de Mateus e Lucas. Este discurso também teve importância considerável para os antigos gnósticos.

## Narração bíblica
Em Mateus:
| “ | «Ninguém pode servir a dois senhores; pois ou há de aborrecer a um e amar ao outro, ou há de unir-se a um e desprezar ao outro. Não podeis servir a Deus e às riquezas. Por isso vos digo: Não andeis cuidadosos da vossa vida pelo que haveis de comer ou beber, nem do vosso corpo pelo que haveis de vestir; não é a vida mais que o alimento, e o corpo mais que o vestido? Olhai para as aves do céu, que não semeiam, nem ceifam, nem ajuntam em celeiros, e vosso Pai celestial as alimenta; não valeis vós muito mais do que elas? Qual de vós, por mais ansioso que esteja, pode acrescentar um cúbito à sua estatura? Por que andais ansiosos pelo que haveis de vestir? Considerai como crescem os lírios do campo: eles não trabalham nem fiam, contudo vos digo que nem Salomão em toda a sua glória se vestiu como um deles. Se Deus, pois, assim veste a erva do campo, que hoje existe, e amanhã é lançada no forno, quanto mais a vós, homens de pouca fé? Assim não andeis ansiosos, dizendo: Que havemos de comer? ou: Que havemos de beber? ou: Com que nos havemos de vestir? (Pois os gentios é que procuram todas estas coisas); porque vosso Pai celestial sabe que precisais de todas elas. Mas buscai primeiramente o seu reino e a sua justiça, e todas estas coisas vos serão acrescentadas.» (Mateus 6:24–33) | ” |

A versão que está em Lucas é seguinte:
| “ | «Mas Deus disse-lhe: Insensato, esta noite te exigirão a tua alma; e as coisas que ajuntaste, para quem serão? Assim é aquele que entesoura para si, e não é rico para com Deus. Jesus disse a seus discípulos: Portanto vos digo: Não andeis cuidadosos da vida pelo que haveis de comer, nem do corpo pelo que haveis de vestir. Pois a vida é mais que o alimento, e o corpo mais que o vestido. Considerai os corvos, que não semeiam nem ceifam, não têm despensa nem celeiro; contudo Deus os alimenta. Quanto mais valeis vós do que as aves! Qual de vós, por mais ansioso que esteja, pode acrescentar um cúbito à sua estatura? Se, pois, não podeis fazer nem as coisas mínimas, por que estais ansiosos pelas outras? Considerai os lírios, como não trabalham nem fiam; contudo vos digo que nem Salomão em toda a sua glória se vestiu como um deles. Pois se Deus assim veste a erva no campo, que hoje existe, e amanhã é lançada no forno, quanto mais a vós, homens de pouca fé! Não procureis o que haveis de comer ou beber, nem andeis solícitos; porque os homens do mundo é que procuram todas estas coisas; mas vosso Pai sabe que precisais delas. Buscai antes o seu reino, e estas coisas vos serão acrescentadas. Não temas, pequeno rebanho; porque é do agrado de vosso Pai dar-vos o reino.» (Lucas 12:20–32) | ” |

## Relatos apócrifos
Este mesmo discurso aparece também em alguns apócrifos do Novo Testamento, como o Evangelho de Tomé:
| “ | Jesus disse: Não andeis preocupados, da manhã até a noite, e da noite até a manhã, [sobre sua comida - o que irás comer ou sobre suas vestes -] sobre o que haveis de vestir (v. 36). [Você é muito melhor que os lírios, que não trabalham e me fiam. E sobre tu, que não tens vestimentas, o que irás vestir? Quem consegue aumentar a sua estatura? Será justamente ele que irá prover-lhe as vestimentas] | ” |
|   | — Evangelho de Tomé, v. 36. |   |

Compare também «Ninguém pode servir a dois senhores; pois ou há de aborrecer a um e amar ao outro» (Mateus 6:24) às primeiras duas linhas do verso 47 do Evangelho de Tomé:
| “ | Disse Jesus: O homem não pode montar em dois cavalos, nem pode retesar dois arcos. O servo não pode servir a dois senhores, pois ele honra um e ofende o outro. | ” |
|   | — Evangelho de Tomé, v. 47. |   |

## Exegese bíblica
A Edição Pastoral da Bíblia comenta essa mensagem por meio de uma nota de rodapé à:
- Mateus 6:25–34,[2] que diz que:

| “ | A aquisição de bens necessários para viver se torna ansiedade contínua e pesada, se não for precedida pela busca da justiça do Reino, isto é, a promoção de relações de partilha e fraternidade. O necessário para a vida virá junto com essa justiça, como fruto natural de árvore boa. | ” |

- e à Lucas 12:13–21,[3] que diz que:

| “ | No caminho da vida, o homem depara com o problema das riquezas. Jesus mostra que é idiotice acumular bens para assegurar a própria vida. Só Deus pode dar ao homem a riqueza que é a própria vida. | ” |

A Bíblia de Jerusalém:
1. divide Mateus 6:24–34, em duas seções: "Deus e o Dinheiro" (Mateus 6:24) e "Abandonar-se à Providência" (Mateus 6:25–34) e destaca os seguintes paralelismos, trechos correlatos:

- - com Mateus 6:24: Lucas 16:13, Mateus 5:3–5 (Bem-aventuranças) e Mateus 19:21–26;
  - com Mateus 6:25–34: Lucas 12:22–31 e Salmos 127:;
  - com Mateus 6:26: Mateus 10:31;
  - com Mateus 6:28: Salmos 103:15;
  - com Mateus 6:29: I Reis 10:1–29 e II Crônicas 9:28;
  - com Mateus 6:30: Salmos 90:5–6;
  - com Mateus 6:33: Isaías 51:1–2, Romanos 17:19, Salmos 37:3–6, Salmos 37:23–29, Sabedoria 7:7–14 e Tiago 4:13–15;
  - com Mateus 6:34: Êxodo 16:16–21;

2.: divide Lucas 12:13–32, em duas seções: "Não entesourar" (Lucas 12:13–21) e "Abandonar-se à Providência" (Lucas 12:22–32) e destaca os seguintes paralelismos, trechos correlatos:
- - com Lucas 13:19–20: Tiago 4:13–15, Provérbios 27:1, Eclesiástico 11:19, I Coríntios 15:32, Eclesiastes 2:17–26, Eclesiastes 5:9–19 e Eclesiastes 6:1–7;
  - com Lucas 13:21: Mateus 6:19–21 e Apocalipse 3:17–18;
  - com Lucas 13:22–32: Mateus 6:25–34;
  - com Lucas 13:32: João 10: e João 21:15–17.

A Bíblia do Peregrino:
- reúne Mateus 6:19–34 em um único título denominado "Sobre o possuir", que é objeto de Notas de Rodapé à:
  - Mateus 6:19–34, que observa que esses versículos contém quatro recomendações sobre a posse de bens, que servem para melhor compreender o "espírito de pobreza" mencionado no início das bem-aventuranças;
  - Mateus 6:19–21, que observa que esses versículos tem como foco dos "tesouros no céus", e que:

1. os livros proféticos e sapienciais já condenavam a busca de riquezas materiais como ponto de apoio para a existência (cf. Salmos 62:11);
2. um modo concreto de negar a busca pela acumulação de de riquezas materiais é dar esmolas (cf. Provérbios 19:17 e Eclesiástico 29:8–13);
3. (em vez de acumular riquezas) é importante assistir aos pais na velhice, (cf. Eclesiástico 3:12–16);
4. existe um precedente de traças que roem tesouros em: Salmos 39:12 e um precedente ao "ladrão que arromba" em Êxodo 22:1;

- - Mateus 6:22–23, que observa que esses versículos tem como foco a dualidade generosidade/mesquinhez, e que:

1. para os hebreus, o termo "olho" além de designar o órgão responsável pela visão, também designa a capacidade de avaliar (cf. Deuteronômio 15:9, Provérbios 22:9, Eclesiástico 14:3–15, Eclesiástico 31:13, Eclesiástico 31:23–24, Eclesiástico 37:11 e Mateus 20:15);
2. na literatura rabínica: "ophthalmós ponerós" não significa "olho doente" e "haplous" significa "generoso" (cf. II Coríntios 8:2 e II Tiago 1:5);
3. o olho bom/generoso ilumina a alma o olho mau/mesquinho/invejoso a escurece;
4. para uma maior reflexão mesquinhez/generosidade, cabe a leitura de Eclesiástico 14:3–16;

- - Mateus 6:24, que observa que:

1. Mamon, o "Deus do Dinheiro", é um rival inconciliável do Deus verdadeiro, que é generoso (cf. Salmos 21:3–7, Salmos 37:4–6 e Salmos 136:25);
2. a cobiça é idolatria (cf. Colossenses 3:5);
3. o cobiçoso não possui, mas na verdade é possuído por seus bens e suas ânsias;

- - Mateus 6:24–34, que observa que esses versículos tem como foco a dualidade bens terrenos/confiança em Deus, e que:

1. condenam a busca excessiva por segurança por meio de bens terrenos e a falta de confiança em Deus, típicos de uma mentalidade pagã;
2. Ben Sirac já denunciava essa preocupação excessiva em: Eclesiástico 31:1–2;
3. a previsão econômica razoável não é afastada;
4. a busca pelo reinado de Deus e sua justiça é também uma busca por uma ordem justa entre os homens;
5. as imagens tiradas da natureza revelam parte da sensibilidade contemplativa de Jesus, em sintonia com um estilo já adotado no Antigo Testamento (cf. Salmos 36:7 e Salmos 104:27–28);
6. a referência à Salomão pode ser melhor compreendida pela leitura de I Reis 10:;
7. os texto não ensina a se despreocupar, mas a mudar o objeto da preocupação.

- reúne Lucas 12:13–34 em um único título denominado "Contra a cobiça", que é objeto de Notas de Rodapé à:
  - Lucas 12:13–15, que observa que:

1. o fato de "alguém da multidão" se pronunciar, esclarece que naquele contexto Jesus falava a muitos ouvintes;
2. a reclamação do homem estava em conformidade com Gênesis 21:10, Juízes 11:2 e Eclesiástico 32:20–24;
3. Jesus não veio para dirimir litígios sobre interesses pecuniários. Ele ensina a dar mais do que a pedir, é contrário à submissão da vida à busca pelas posses, que vicia as relações humanas (cf. Salmos 49:);

- - Lucas 12:16–21, que observa que:

1. a parábola é uma crítica à confiança nas riquezas (cf. Salmos 49:7, Salmos 49:18–19, Salmos 52:9, Provérbios 11:28 e Eclesiástico 11:18–28);
2. o ideal de vida do personagem é comer, beber e desfrutar (cf. Jeremias 22:13–19, Eclesiastes 2:24–26, Eclesiastes 3:13, Eclesiastes 8:15 e Sabedoria 2:1–20), que é insensato ()cf. Sabedoria 2:21–22);
3. a vida é algo que Deus empresta aos homens, e mesmo os ricos terão que restituir, rico para Deus é aquele que ajuda ao próximo (cf. Provérbios 19:17 e Eclesiástico 29:8–13);

- - Lucas 12:22–34, que observa que:

1. trata-se de palavras que Jesus dirige aos seus discípulos, portanto é um ensinamento dirigido àqueles que iriam pregar o Evangelho;
2. a ansiedade é prejudicial àqueles dedicados à pregação do Evangelho;
3. a busca do Reinado de Deus é o caminho (cf. Lucas 12:31);
4. dar esmolas (cf. Lucas 12:33) e confiar em Deus (cf. Lucas 12:30 e Lucas 12:32) em Deus é parte da solução;
5. a argumentação progride em duas fases: em um primeiro momento se afirma que a vida é mais importante que os meios para conservá-la e protegê-la (comida e roupa) (cf. Lucas 12:22–23); pois, se Deus cuida de vossa vida, cuidará dos meios para conservá-la, em um segundo momento se utiliza do argumento a minore ad maius, pois se Deus cuida das aves e das flores, cuidará também dos seus filhos;
6. os pagãos se dedicariam à conservação da vida, até o ponto de desviver para continuar vivendo, por outro lado, aqueles que buscam o Reino devem ter outra perspectiva (Lucas 12:32–34);
7. a utilização da imagem de animais e vegetais dão maior serenidade e confiança aos ouvintes, e demonstram a sensibilidade de Jesus diante da natureza;

- - Lucas 12:24, que observa que o corvo é um animal impuro (cf. Levítico 11:15 e Deuteronômio 11:15), mas Deus o alimenta (cf. Salmos 147:9 e Jó 38:41) e atribuiu a eles a tarefa de levar comida para Elias (cf. I Reis 17:4–6);
  - Lucas 12:27, que observa a correlação com I Reis 10:4–7 e Eclesiastes 2:4–10;
  - Lucas 12:28, que observa a correlação com Isaías 40:6–8 e Sabedoria 11:24–26;
  - Lucas 12:31, que observa que o Reinado de Deus é o primeiro tema da pregação, é um pedido da Oração do Pai Nosso e a tarefa prioritária dos discípulos;
  - Lucas 12:32, que observa que o rebanho era pequenino em seu número na época de Jesus, e mais tarde se relacionou tal pequenez com a humildade (rebanho dos pequenos/humildes);
  - Lucas 12:33, que observa a correlação com Eclesiástico 29:8–13, Salmos 62:11 e Jó 31:24–25;
  - Lucas 12:34, que observa que:

1. o coração é visto em textos bíblicos como o centro da vida consciente e livre;
2. o tesouro é aquilo que polariza seu interesse e alimenta a sua atividade, portanto devemos por nosso tesouro em um lugar que que transcende o limite desta vida.

A Tradução Ecumênica da Bíblia:
divide Mateus 6:24–34, em duas seções: "Ou Deus ou o dinheiro" (Mateus 6:24) e "As preocupações" (Mateus 6:25–34) e, nesses trechos:
observa por meio de Notas de Rodapé a:
Mateus 6:24, que na versão original em grego-koiné se utiliza o termo Mamon para se referir ao dinheiro, que personifica o dinheiro como uma potência que escraviza o mundo, cf. Lucas 16:9;
Mateus 6:25, que Jesus não faz um apelo à negligência, mas à confiança que se expressa na oração (cf. Mateus 6:11, Mateus 7:7–11 e Filipenses 4:6) dirigida à Deus-Pai, que liberta o homem das preocupações (cf. Mateus 16:5–12 e I Pedro 5:7);
Mateus 6:27, que a expressão "prolongar, por pouco que seja, a sua existência" foi uma adaptação da tradução literal: "pode acrescentar um só côvado ao cumprimento de tua vida";
Mateus 6:28, que ao se referir aos "lírios", Jesus também se referia às outras flores do campo (cf. Oseias 14:6);
Mateus 6:30, que o tema da pouca fé, também é tratado em Lucas 6:28, Mateus 8:26, Mateus 14:31, Mateus 16:8 e Mateus 17:20.
faz indicações de paralelismo/correlação entre:
Mateus 6:25–34 e Lucas 12:22–31;
Mateus 6:24 e Lucas 16:13;
Mateus 6:25–34 e Lucas 12:22–31;
Mateus 6:26 e Mateus 10:31, Lucas 12:7 e Lucas 12:24;
Mateus 6:29 e I Reis 10: e II Crônicas 9:;
Mateus 6:32 e Mateus 6:8 e Lucas 12:30;
Mateus 6:33 e Salmos 37:4;
Mateus 6:34 e Êxodo 16:4;
denomina o trecho inscrito em Lucas 12:22–32 como: "Viver da graça de Deus" e, nesse trecho:
observa por meio de Notas de Rodapé a:
Lucas 12:26, que esse versículo é apresentado apenas no Evangelho segundo Lucas e deve ser interpretado em conjunto com: Lucas 16:10–11 e Lucas 19:17;
Lucas 12:27, que a expressão "Observai os lírios: eles não fiam e nem tecem" é uma adaptação da tradução literal que seria: "Observai os lírios como eles crescem; eles não se afligem e nem fiam";
Lucas 12:32, que:
a expressão "pequeno rebanho" é uma imagem pastoril, utilizada:
no Antigo Testamento para representar o Povo de Deus (cf. Gênesis 48:15, Oseias 4:16, Oseias 13:4–6, Miqueias 2:12–13, Miqueias 4:6–7, Miqueias 7:14, Sofonias 3:19–20, Jeremias 3:15, Jeremias 10:21, Jeremias 23:1–4, Jeremias 29:10–14, Jeremias 31:8–10, Jeremias 50:6–8, Jeremias 50:19, Ezequiel 34:, Ezequiel 37:24, Isaías 40:11, Isaías 49:9–10, Salmos 23:1, Salmos 28:9, Salmos 74:1, Salmos 80:2, Salmos 95:7 e Salmos 100:3;
por Jesus para se referir:
1. a Israel: Mateus 9:36, Marcos 6:34
2. aos judeus pecadores: Mateus 10:6, Mateus 15:24, Lucas 15:4–6, Lucas 19:10;
3. ao grupo de discípulos: Mateus 26:31, Marcos 14:27, João 10:1–16, João 21:15–17, João 10:27, Atos 20:28–29 e I Pedro 5:2–3;

trata-se de conclusão somente apresentada na versão narrada por Lucas;
faz indicações de paralelismo/correlação entre:
Lucas 12:22–32 e Mateus 6:25–33;
Lucas 12:32 e Daniel 7:18.